# شهرستان لتچر (کنتاکی)
شهرستان لتچر، کنتاکی (به انگلیسی: Letcher County, Kentucky) یک سکونتگاه مسکونی در ایالات متحده آمریکا است که در کنتاکی واقع شده‌است.